# 2476 Andersen
2476 Andersen је астероид главног астероидног појаса. Приближан пречник астероида је 21,32 ,
а средња удаљеност астероида од Сунца износи 3,021 астрономских јединица (АЈ).
Инклинација (нагиб) орбите у односу на раван еклиптике је 10,820 степени, а орбитални период износи 1918,167 дана (5,251 година). Ексцентрицитет орбите астероида износи 0,119.
Апсолутна магнитуда астероида износи 10,90 а геометријски албедо 0,169.
Астероид је откривен 2. маја 1976. године.